# Ołeksandr Szpakow
Ołeksandr Ołeksandrowycz Szpakow, ukr. Олександр Олександрович Шпаков, ros. Александр Александрович Шпаков, Aleksandr Aleksandrowicz Szpakow (ur. 7 lutego 1946 w Kijowie) – ukraiński piłkarz, grający na pozycji obrońcy, trener piłkarski.

## Kariera piłkarska

### Kariera klubowa
W 1964 rozpoczął karierę piłkarską w drużynie rezerw Dynama Kijów, ale debiutował w podstawowej drużynie dopiero w 1967. W 1969 przeniósł się do Dnipra Dniepropetrowsk. W 1972 zakończył karierę piłkarską w zespole amatorskim Bilszowyk Kijów.

## Kariera trenerska
Po zakończeniu kariery piłkarskiej rozpoczął karierę trenerską. Trenował dzieci w Szkole Sportowej Dynama Kijów. To właśnie on odnalazł w jednej z podwórkowych drużyn przyszłą megagwiazdę Andrija Szewczenkę. Spośród jego wychowanków, m.in. Ihor Żabczenko, Ihor Kostiuk, Ołeksandr Hołokołosow, Wjaczesław Kernozenko, Ołeksandr Jacenko. Po rozpadzie ZSRR wyjechał zagranicę, trenować klub z Zjednoczonych Emiratów Arabskich. Obecnie pracuje na stanowisku starszego trenera grupy młodszej w DJuFSz Dynamo Kijów im. Walerego Łobanowskiego.

## Sukcesy i odznaczenia

### Sukcesy klubowe
- mistrz ZSRR: 1967, 1968